# النجاجعة (سوق الثلاثاء)
النجاجعة هي إحدى مشيخات المملكة المغربية، تتبع جغرافيا لإقليم القنيطرة وإداريًا لسوق الثلاثاء. يقدر عدد سكانها بـ 6020 نسمة حسب الإحصاء الرسمي للسكان والسكنى لسنة 2004.